# Eoophyla mimeticalis
Eoophyla mimeticalis là một loài bướm đêm trong họ Crambidae.